# Kourtesi
Kourtesi  este un oraș în Grecia în Prefectura Arcadia.